# Cophixalus tetzlaffi
Cophixalus tetzlaffi är en groddjursart som beskrevs av Günther 2003. Cophixalus tetzlaffi ingår i släktet Cophixalus och familjen Microhylidae. IUCN kategoriserar arten globalt som otillräckligt studerad. Inga underarter finns listade i Catalogue of Life.